# Hugo Laborice
Hugo Laborice y Monroy é um pintor Mexicano, nascido em Puebla a 01 de Mar 1955. As obras de Hugo Laborice, são essêncialmente simbolistas, às vezes com traços surrealistas. 
Os seus temas são variados e as suas pinturas tendem a refletir o seu estado de espírito, ideias, questões, opiniões sobre uma série de coisas e situações na vida. Questões fundamentais sobre a condição Humana, como a Vida, a Morte, a Música, a Religião, são temas recorrentes nas suas obras.
Laborice usa lápis de cor, óleos, lavagem, aquarelas, pastéis e tintas como materiais. O estilo de Hugo Laborice foi influenciado por Luis Buñuel e Jean Cocteau. Laborice é um "simbolista-realista" que usa entre outros, plantas, animais, instrumentos musicais, objetos de uso quotidiano (muitos, nativos do seu colorido México) visualmente, afim de transmitir mensagens pessoais nas suas pinturas.

## Biografia
A partir da infância, Hugo Laborice foi exposto às artes cênicas, pelo seu pai, um coronel do exército que tinha uma paixão pelo teatro experimental e poesia, e foi muito bem conhecido nos meios criativos do México na década de 1920.
Estudou Teatro no Instituto Cinematográfico da Associação dos Atores (ANDA). Estudou Dança com a famosa Dançarina moderna e Coreógrafa Ana Mérida; e também com Dançarinos de renome como Leon Escobar e Hugo Romero, que se tornou famoso no Canadá.
Estudou Artes Plásticas com professores particulares. Tornou-se Restaurador de Arte do Centro Nacional de Conservação de Obras de Arte; especializando-se em Muralismo como Diego Rivera criador do Famoso Mural no Palácio Nacional do Governo, também Murais como Siqueiros, Orozco e outros.
Principal Curador da exposição dos Trabalhos de Frida Kahlo em Los Angeles e San Francisco, bem como Siqueiros, em Los Angeles; foi selecionado para representar o México durante os Jogos Olímpicos de Los Angeles em 1984.
Um dos seus trabalhos, "Requiem de Mozart" figurou nos placards do Festival de Música de Câmara em San Miguel de Allende onde o artista foi eleito Membro do Conselho de Administração como porta-voz.